# Skamfure
Skamfuren (lat.: rima pudendi) er betegnelsen på furen eller spalten, som deler de ydre skamlæber ved foden af venusbjerget. Hos nogle kvinder er skamfuren en lukket spalte, eftersom de ydre skamlæber ligger hen over den, men det er lige så normalt at klitoris og/eller de indre skamlæber stikker ud fra furen.
| Anatomi | Spire Denne artikel om anatomi er en spire som bør udbygges. Du er velkommen til at hjælpe Wikipedia ved at udvide den. |

- Wikimedia Commons har flere filer relateret til Skamfure